# استقلال الكويت

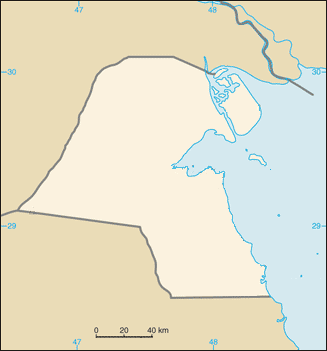
رسمة جغرافي للكويت

استقلت دولة الكويت في يوم الاثنين بالتحديد في 5 محرم 1381 هـ، الموافق 19 يونيو 1961 م ، والمقصود بذلك تقدمها بطلب رسمية لإكتساب عضوية هيئة الأمم المتحدة وقد جاء ذلك بعد مفاوضات مع المندوب البريطاني السامي في الكويت الذي بلّغ أميرَ الكويت الشيخ عبد الله السالم عن نية بريطانيا بالانسحاب من ساحل الكويت تمهيداً لمنح دولة الكويت عضوية هيئة الأمم المتحدة وبالمقابل سيؤسس أمير الكويت برلمانًا ذا سلطات محدودة وصحافة حرة أو شبه حرة ، فبدأ التحضير لاستقلال الكويت منذ العام 1958 م بإصدار قوانين مثل قانون الجنسية الكويتية وغيره من القوانين التي تخلق دولة ذات سيادة وكيان مستقلين.

## تاريخيًا
كانت الكويت تعرف قديماً بإسم الكوت وكانت إدارياً تابعة لإمارة آل العريعر الذين كانوا يحكمون شرق الجزيرة العربية من عاصمتهم مدينة الهفوف ، وقد إستقلت الكويت في عام ١٧١٨ عندما حكمتها أسرة آل الصباح ، وفي حينه تغير مسمى البلد من الكوت إلى الكويت ، وقد تم ترسيم علم وشعار جديدين للكويت م ، وفي الوقت ذاته كان قد جرى إبرام معاهدة تجارية بين الكويت والبرتغال ، ثم في عهد الشيخ مبارك الصباح ( الملقب بمبارك الكبير) تم إبرام اتفاقية الحماية مع بريطانيا عام 1899م ، فأصبحت الكويت بموجب تلك الاتفاقية إحدى محميات الإمبراطورية البريطانية الموجودة آنذاك في الجزيرة العربية وتم منع رفع علم الدولة العثمانية نهائياً والإكتفاء بعلم آخر مع رفع الأعلام البريطانية على السفن الكويتية المبحرة ، هذا وقد بقيت الكويت تحت الحماية البريطانية لمدة تزيد عن ستين عاماً (1899م-1961م)، وقد كانت حكومة الكويت تدير شؤون الكويت الداخلية فقط بينما تدير بريطانيا شؤون الكويت الخارجية ، رغم وجود محاولات عديدة من حكومة الكويت بإجراء بعض الاجراءات حيال شؤون الكويت الخارجية ولكن الكثير من تلك الإجراءات كانت لا تمضي إلا بموافقة الإدارة السياسية البريطانية المقيمة في الكويت، ولم تكن حكومة الكويت قادرة على إمتلاك الأراضي في الدول المجاورة دون موافقة بريطانيا  ما عدا تجار الكويت فلم يكن أحد يمنعهم من تملك أراضي ومزارع في الدول المجاورة ، ومن أمثلة سطوة بريطانيا على السياسة الخارجية للكويت في تلك الفترة هو ما شهدته الكويت في عام 1938م من حدث مؤلم حين تأسس المجلس التشريعي الثاني في الكويت دون موافقة بريطانيا وذلك بسبب سياسات ذلك المجلس المعلنة بإدارة كامل شؤون الكويت الخارجية ، فحدثت مواجهات دامية بين أعضاء المجلس والشرطة أدت إلى مقتل عدد من المواطنين الكويتيين وإعتقال بعض أعضاء ذلك المجلس مع هروب بعضهم إلى خارج الكويت. ، ثم بعد ما تولى ما يُعرف بمسمى الضباط الأحرار سدة الحكم في مصر بدأ جمال عبدالناصر بإنفاذ حملة إعلامية شرسة ضد السياسات البريطانية في محمياتها بشبه الجزيرة العربية ، ومع ضغوط واشنطن وموسكو المعلنة آنذاك على ضرورة تحرير محميات بريطانيا وفرنسا في آسيا وأفريقيا ، قرر البريطانيون تغيير سياساتهم في محمياتهم في الجزيرة العربية للتخلص من ضغوط واشنطن وموسكو وللتخلص أيضاً من الهجوم الإعلامي لجمال عبدالناصر خصوصاً بعد مطالبته وإلحاحه بإفتتاح قنصليات عربية في الكويت ، فاجتمع وزير الخارجية البريطاني وقتها مع أربعة مستشارين له وهم جون ريتشموند وإدوارد هيث ووليم لوس وجورج ميدلتون ليبحثوا عن حل لهذه المشكلة ، فتوصلوا إلى وجوب الرضوخ للضغوط ومنح محميات الجزيرة العربية الاستقلال مع الإشتراط عليها بإنشاء برلمانات وصحافة شبه حرة أو حرة ، فبدأوا بتنفيذ قرارهم المذكور من الكويت فأبلغوا أمير الكويت آنذاك الشيخ عبدالله السالم بقرار وزارة الخارجية البريطانية عام 1958م ، فوافق الأمير عبدالله السالم على ذلك وبدأ بسن القوانين منذ ذلك الوقت إستعداداً لعضوية هيئة الأمم المتحدة بتحقيق مضمون الإستقلال بإنشاء البرلمان والصحافة الحرة في دولة الكويت ، فأنتشر الخبر بين أفراد الأسرة الحاكمة في الكويت ( أسرة آل صباح) فتشكل وفد من بعض أفراد الأسرة بقيادة عبدالله الجابر (في الصورة) الرافضين لفكرة إنشاء البرلمان والصحافة وأبلغوا أمير الكويت رفضهم لتلك القرارات ، لكن أمير الكويت عبدالله السالم أصر على المضي بإنفاذ قراراته وقوانينه التي سنها والتي كان بلّغ بها وزارة الخارجية البريطانية  ليحظى بدعم بريطانيا في نيلها العضوية الأممية فأعلنت الكويت إستقلالها في يوم الاثنين 5 محرم 1381 هجري الموافق لـ 19 يونيو 1961م ، وتم الانتهاء من إقرار دستور الكويت والتوقيع عليه في نوفمبر 1962م  وجرت أول انتخابات لمجلس الأمة الكويتي (البرلمان) عام 1963م. وذلك بعد نيل دولة الكويت رسمياً عضوية هيئة الأمم المتحدة. 

## علم دولة الكويت بعد الاستقلال

علم الكويت بعد الاستقلال (الحالي)

بعد استقلال الكويت جرت مسابقة لرسم علم الكويت الجديد، ولم يفز أي من المتسابقين في هذه المسابقة، فكان العلم المرشح هو علم دولة الحالي، وهو علم يرمز إلى القومية العربية حيث أن ألوانه مقتبسة من ألوان علم الثورة العربية الكبرى الذي رسمه الضابط البريطاني مارك سايكس وقد اقتبست الفكرة من الشعر العربي القديم لصفي الدين الحلي:
إنا لقوم أبت أخلاقنا شرفًا        أن نبتدي بالأذى من ليس يؤذينا

بيض صنائعنا، سود وقائعنا         خضر مرابعنا، حمر مواضينا

لا يظهر العجز منّا دون نيل منى        ولو رأينا المنايا في أمانينا

## معرض الصور

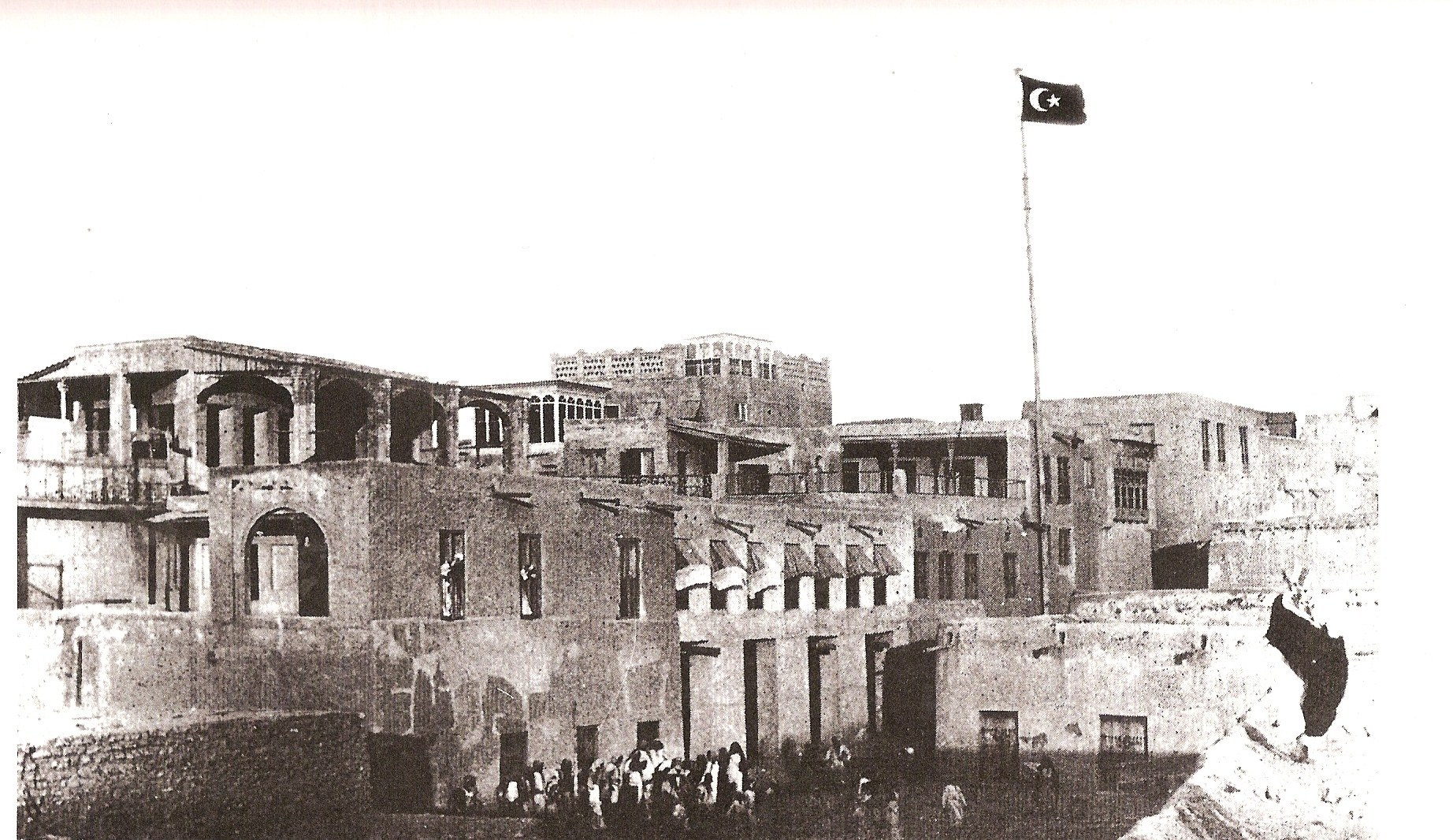
علم الدولة العثمانية مرفوعاً على قصر السيف.
علم إمارة الكويت بعد توقيع اتفاقية الحماية البريطانية (1899م).
علم الكويت قبل الاستقلال.
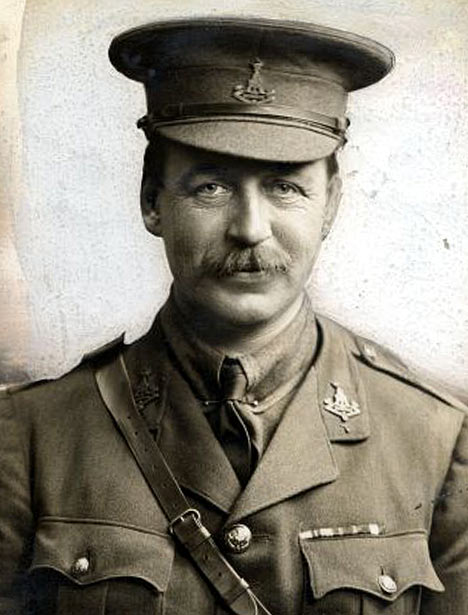
صورة للضابط الإنجليزي مارك سايكس الذي رسم أعلام الكثير من الدول العربية كما شارك في رسم حدود بعضها.
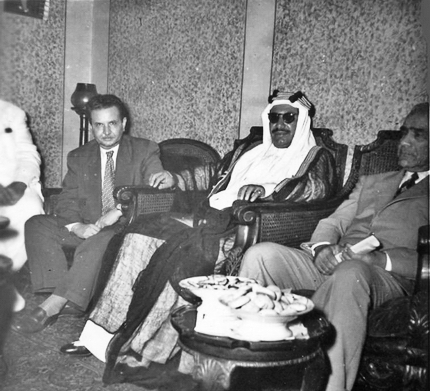
عبدالله الجابر الصباح (في المنتصف).
الشيخ عبد الله السالم الصباح يتسلم الدستور من عبد اللطيف محمد الغانم.
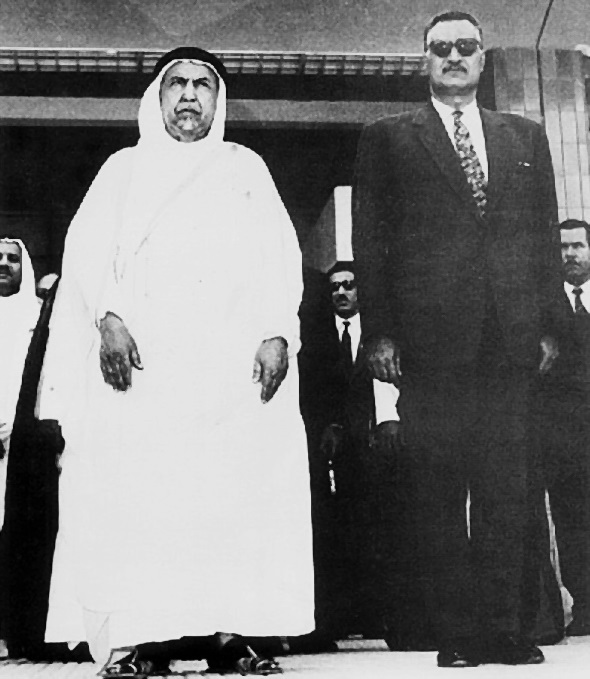
جمال عبد الناصر (يمين) مع أمير الكويت عبد الله السالم (يسار).